# Isopsera fissa
Isopsera fissa är en insektsart som beskrevs av Heinrich Hugo Karny 1931. Isopsera fissa ingår i släktet Isopsera och familjen vårtbitare. Inga underarter finns listade i Catalogue of Life.